# Scott Weinrich
Robert Scott "Wino" Weinrich (Rockville, Maryland, 29 de septiembre de 1960) es un músico estadounidense especialmente reconocido por ser miembro de bandas de renombre dentro de la escena Doom Metal, como The Obsessed, Spirit Caravan, The Hidden Hand y Saint Vitus, entre otras. Se le ha reconocido como una de las principales figuras del género musical desde fines de la década de 1970.

## Discografía

### The Obsessed
Cantante, Guitarrista (1976-1986, 1990-1995, 2012-Actualidad)
- 1980 - Demo 1980 (Demo)
- 1983 - The Obsessed (Single)
- 1990 - The Obsessed
- 1991 - Lunar Womb
- 1994 - Streetside (Single)
- 1994 - The Church Within
- 2001 - The Obsessed / The Mystick Krewe of Clearlight (Split)

### Saint Vitus
Cantante, Guitarrista (1986-1991, 2003, 2008-Actualidad)
- 1986 - Born Too Late
- 1988 - Mournful Cries
- 1990 - V
- 2012 - Lillie: F-65

### Spirit Caravan
Cantante, Guitarrista (1995-2002)
- 1999 - Jug Fulla Sun
- 1999 - Dreamwheel (EP)
- 2001 - Elusive Truth
- 2002 - So Mortal Be (Single)

### The Hidden Hand
Cantante, Guitarrista (2002-2007)
- 2003 - Divine Propaganda
- 2003 - De-Sensitized (EP)
- 2004 - Mother Teacher Destroyer
- 2004 - Night Letters (Split)
- 2005 - Devoid of Color (EP)
- 2007 - The Resurrection of Whiskey Foote

### Wino
Cantante, Guitarrista, Bajista (2008-Actualidad)
- 2009 - Punctuated Equilibrium
- 2010 - Adrift
- 2010 - Live at Roadburn 2009 (Live album)
- 2011 - Wino / Scott Kelly (Split)
- 2012 - Heavy Kingdom
- 2012 - Labour of Love
- 2012 - Songs of Townes Van Zandt (Split)

### Invitado
- Probot - guitarra y voz en "Emerald Law" en su álbum homónimo, guitarra en "My Tortured Soul (en vivo)" en MTV2 Headbangers Ball, Vol. 2 y guitarra en el video de "Shake Your Blood"
- Solace - guitarra y voz en "Common Cause" en su álbum 13
- The Mystick Krewe of Clearlight - Voz y E-Bow en The Father, the Son and the Holy Smoke (CD dividido con Acid King )
- Paul Chain : voz en "Bloodwing" y "Nibiru Dawn" en Unreleased Vol. 2
- Bullring Brummies - guitarra en "El Mago" en la Nativity in Black
- Wooly Mammoth - guitarra en "Mammoth Bones" en The Temporary Nature
- Sixty Watt Shaman - guitarra en "All Things Come to Pass" en Reason to Live
- Victor Griffin : coros en "Late for an Early Grave", guitarra y coros en "The Pusher / Iron Horse" y guitarra y coros en "Haywire" en Late for an Early Grave
- Shepherd : guitarra el "jueves" y "sábado", voz y guitarra el "domingo" en el día más frío
- Lost Breed : voz en "Nation's Song", "False Glory", "Lost Breed", "Soul Chariot" y "Coffin Cheater" en Wino Daze EP
- Wall of Sleep - guitarra en "From the Bottom of These Days" en Sun Faced Apostles
- Joe Lally - guitarra en "The Resigned" y "Billiards" en There to Here
- Clutch : solo de guitarra en "Red Horse Rainbow" (canal izquierdo), guitarras en "Brazenhead"
- Cor - solo de guitarra en "Sägeln" del álbum Snack Platt orrer Stirb (2012).